# Hội ca Hướng đạo Việt Nam
Hội ca Hướng đạo Việt Nam là bài hát chính thức của phong trào Hướng đạo Việt Nam được Lưu Hữu Phước sáng tác khi ông là thành viên Hướng đạo Việt Nam trong đoàn Lam Sơn. Bài hát này khi mới sáng tác có tên là "Hướng đạo Hành khúc." Từ khi được sáng tác đến nay, bài hát đã và đang được sử dụng như hội ca chính thức của tất cả các đơn vị Hướng đạo Việt Nam trong và ngoài nước. Bài hát này được hát ngay sau bài quốc ca Việt Nam cộng hòa trong các buổi lễ chào cờ trước 30 tháng 4 năm 1975.
Hướng đạo Hành khúc:
Là la lá la lá la là, là là la...
Nâng cao lá cờ Hướng đạo nhuộm oai hùng sáng ngời, ta cùng đi cùng xây đời mới.
Vui tươi hát ca, đi trên con đường lạ,  chúng ta nguyện thẳng tiến xông pha.
Anh em ơi! rèn cánh tay sẵn sàng,  anh em ơi! rèn trái tim vững vàng, tiếng kêu gọi xin ai chớ quên
Anh em ơi! kìa nước non đang chờ, anh em ơi! đại nghĩa luôn tôn thờ, chúng ta nguyện kiên tâm tiến lên.
Hướng Đạo Việt Nam đuốc thiêng soi đường! Hướng Đạo Việt Nam khó khăn coi thường
Luôn luôn ta bền gan, rèn tâm hồn trong sáng, dâng cho nước non nhà, muôn đời điểm tô
Cho xã hội rạng ngời, chúng ta một lời.
Hội ca Hướng đạo Việt Nam: https://www.youtube.com/watch?v=V1ois8gKbI4